# Dinophalus idiocrana
Dinophalus idiocrana är en fjärilsart som beskrevs av Turner 1930. Dinophalus idiocrana ingår i släktet Dinophalus och familjen mätare. Inga underarter finns listade i Catalogue of Life.